# Franklin (Misuri)
Franklin es una ciudad ubicada en el condado de Howard en el estado estadounidense de Misuri. En el Censo de 2010 tenía una población de 95 habitantes y una densidad poblacional de 156,75 personas por km². Se encuentra sobre la orilla izquierda del río Misuri. 

## Geografía
Franklin se encuentra ubicada en las coordenadas 39°0′41″N 92°45′18″O / 39.01139, -92.75500. Según la Oficina del Censo de los Estados Unidos, Franklin tiene una superficie total de 0.61 km², de la cual 0.6 km² corresponden a tierra firme y (1.28%) 0.01 km² es agua.

## Demografía
Según el censo de 2010, había 95 personas residiendo en Franklin. La densidad de población era de 156,75 hab./km². De los 95 habitantes, Franklin estaba compuesto por el 98.95% blancos, el 1.05% eran afroamericanos, el 0% eran amerindios, el 0% eran asiáticos, el 0% eran isleños del Pacífico, el 0% eran de otras razas y el 0% pertenecían a dos o más razas. Del total de la población el 1.05% eran hispanos o latinos de cualquier raza.